# Survivor Series (2010)
Survivor Series 2010 fue la vigesimocuarta edición de Survivor Series, un evento pago por visión de lucha libre profesional realizado por la World Wrestling Entertainment. Tuvo lugar el 21 de noviembre de 2010 desde la AmericanAirlines Arena en Miami, Florida. Los temas oficiales del evento fueron "Runaway" de Hail The Villain y "Which Road" de Jim Johnston.

## Antecedentes
En Hell in a Cell, John Cena perdió ante Wade Barrett en un combate en el que, si Cena perdía, debía entrar en el grupo de Barrett, The Nexus. Al día siguiente, el General Mánager anónimo de Raw dijo que Cena sería despedido si no obedecía a Barrett. Esa misma noche, ambos lucharon en una Battle Royal para determinar un contendiente al Campeonato de la WWE de Randy Orton en Bragging Rights. En el evento, Barrett le dijo a Cena que, si no ganaba ese combate, sería despedido, por lo que Cena le aplicó un "Attitude Adjustment", dándole la victoria pero no el campeonato. Al día siguiente en RAW, después de que Cena derrotara a Orton en un combate, Barrett declaró a Cena como árbitro de la revancha entre él y Orton en Survior Series, diciendo que si Barrett ganaba, Cena saldría de Nexus, pero si Barrett perdía, sería despedido. El 8 de noviembre, el General Mánager de RAW anunció que sólo se podía ganar por pinfall o sumisión y que The Nexus tendrían prohibida la entrada al ring.
El 29 de octubre en SmackDown!, Edge derrotó a Rey Mysterio y a Alberto Del Río en una Triple Threat Match, convirtiéndose en el primer contendiente al Campeonato Mundial Peso Pesado de Kane. Durante las semanas previas, el 12 de noviembre en SmackDown secuestró al padre (Kayfabe) de Kane, Paul Bearer, ya que este le hizo perder una lucha Lumberjack match ese mismo día contra David Otunga .
El 15 de noviembre durante la edición de RAW Old School, Santino Marella & Vladimir Kozlov derrotaron a The Usos (Jimmy & Jey), convirtiéndose en los contendientes número uno para el Campeonato en Parejas de la WWE de The Nexus (Heath Slater & Justin Gabriel).
Desde que Alberto Del Río debutó en la WWE, comenzó un feudo con Rey Mysterio, llegando a lesionarle (Kayfabe) el 20 de agosto. Mysterio hizo su regreso el 8 de octubre, derrotando a Del Rio en SmackDown!. Ambos fueron parte del Team SmackDown! durante el combate de marcas en Bragging Rights, combate durante el cual Del Rio atacó a Mysterio. A causa de esto, el 15 de noviembre, se dictaminó una lucha en Survivor Series entre el Team Mysterio (Rey Mysterio, Kofi Kingston, Chris Masters, Montel Vontavious Porter & The Big Show) y el Team Del Rio (Alberto Del Río, Cody Rhodes, Drew McIntyre, Tyler Reks & Jack Swagger).
Después de Bragging Rights, Sheamus empezó a atacar en las ediciones de RAW a Santino Marella, pero siempre fue derrotado por él, debido a unas interferencias que hacía John Morrison. El 15 de noviembre, Morrison retó a Sheamus a una lucha en Survivor Series, la cual aceptó.
El 27 de septiembre en RAW, Natalya ganó una Battle Royal de Divas, obteniendo una oportunidad por el Campeonato de Divas de Michelle McCool y su compañera Layla. Natalya derrotó a McCool en Hell in a Cell por descalificación, ya que Layla interfirió en la lucha. A causa de la descalificación, Natalya obtuvo otra lucha por el título, esta vez, contra Layla, en Bragging Rights, pero fue nuevamente derrotada por un "Simply Flawless" de McCool.. Ante esto, se pactó una lucha en Survivor Series entre Natalya y Layla & McCool, ya que esta derrotó a McCool ganándose la oportunidad del título.
El 19 de noviembre en Smackdown, Kaval utilizó su oportunidad titular como ganador de la segunda temporada de NXT, retando al Campeón Intercontinental, Dolph Ziggler en una lucha por ese título en Survivor Series.
En la edición 15 de noviembre de RAW Old School, Daniel Bryan había derrotado a Jack Swagger, pero después de la lucha, Ted DiBiase atacó a Bryan diciendo que quería su título, por lo que se pactó una lucha entre los dos por el Campeonato de los Estados Unidos.

## Resultados
- Dark Match: R-Truth (con Eve Torres) derrotó a Zack Ryder.
  - R-Truth cubrió a Ryder después de un "Lie Detector"
- Daniel Bryan derrotó a Ted DiBiase (con Maryse) reteniendo el Campeonato de los Estados Unidos de la WWE. (9:55)
  - Bryan forzó a DiBiase a rendirse con el «LeBell Lock».
  - Después de la lucha, The Miz golpeó a Bryan con el maletín de Money in the Bank.
- John Morrison derrotó a Sheamus. (11:16)
  - Morrison cubrió a Sheamus después de un «Running Knee Strike».
- Dolph Ziggler (con Vickie Guerrero) derrotó a Kaval reteniendo el Campeonato Intercontinental de la WWE. (9:14)
  - Ziggler cubrió a Kaval con un «Roll-Up».
  - En este combate Kaval usó su oportunidad que tenía al ganar NXT 2.
- Team Mysterio (Rey Mysterio, Kofi Kingston, Montel Vontavious Porter, Chris Masters & The Big Show) derrotó al Team Del Rio (Alberto Del Río, Jack Swagger, Tyler Reks, Cody Rhodes & Drew McIntyre) en un Survivor Series Tradicional Match. (21:05)
  - Durante el combate, Del Rio sostuvo las piernas de MVP durante el conteo provocando así su eliminación.
  - Este fue el último combate en un PPV de MVP en la WWE hasta su regreso en el Royal Rumble 2020

| N.º de eliminación: | Luchador:                               | Equipo:                                 | Eliminado por:                          | Técnica de eliminación:                                                                      | Tiempo:                                 |
| ------------------- | --------------------------------------- | --------------------------------------- | --------------------------------------- | -------------------------------------------------------------------------------------------- | --------------------------------------- |
| 1                   | Montel Vontavious Porter                | Team Mysterio                           | Drew McIntyre                           | «Top-Rope Headscissors Takedown»                                                             | 6:05                                    |
| 2                   | Chris Masters                           | Team Mysterio                           | Alberto Del Rio                         | «Rolling Cross Armbreaker»                                                                   | 6:45                                    |
| 3                   | Alberto Del Rio                         | Team Del Rio                            | N/A                                     | Abandonó el combate después de que Show le aplicara un «KO Punch» dejándolo semiinconsciente | 9:13                                    |
| 4                   | Cody Rhodes                             | Team Del Rio                            | Big Show                                | «KO Punch»                                                                                   | 15:24                                   |
| 5                   | Tyler Reks                              | Team Del Rio                            | Kofi Kingston                           | «Roll-Up»                                                                                    | 16:26                                   |
| 6                   | Kofi Kingston                           | Team Mysterio                           | Jack Swagger                            | «Ankle Lock»                                                                                 | 17:01                                   |
| 7                   | Jack Swagger                            | Team Del Rio                            | Rey Mysterio                            | «619» y «Splash» desde los hombros de Show                                                   | 18:56                                   |
| 8                   | Drew McIntyre                           | Team Del Rio                            | Big Show                                | «619» de Mysterio y «Chokeslam» de Show                                                      | 21:05                                   |
| Supervivientes:     | Rey Mysterio & Big Show (Team Mysterio) | Rey Mysterio & Big Show (Team Mysterio) | Rey Mysterio & Big Show (Team Mysterio) | Rey Mysterio & Big Show (Team Mysterio)                                                      | Rey Mysterio & Big Show (Team Mysterio) |
- Natalya derrotó a LayCool (Michelle McCool (c) & Layla) ganando el Campeonato de Divas de la WWE. (3:16).
  - Natalya forzó a McCool a rendirse con un «Sharpshooter».
  - Después de la lucha, LayCool atacó a Natalya.
  - Después de la lucha, Beth Phoenix hizo su regreso defendiendo a Natalya.
- El Campeón Mundial Peso Pesado Kane & Edge terminaron sin resultado. (12:50)
  - La lucha quedó sin resultado cuando ambos se cubrieron mutuamente después de un «Spear» de Edge.
  - Como resultado, Kane retuvo el campeonato.
  - Después de la lucha, Edge atacó a Kane lanzándolo, mientras Kane se encontraba sentado en la silla de ruedas, contra la barrera de protección.
- The Nexus (Justin Gabriel & Heath Slater) (con David Otunga, Husky Harris y Michael McGillicutty) derrotaron a Santino Marella & Vladimir Kozlov reteniendo los Campeonatos en Parejas de la WWE. (5:14)
  - Slater cubrió a Marella después de un «Sweetness».
- Randy Orton derrotó a Wade Barrett (con John Cena como árbitro especial) en un  "Free or Fired" reteniendo el Campeonato de la WWE. (15:29)
  - Orton cubrió a Barrett después de un «RKO» después de que Cena empujara a Barrett.
  - Como consecuencia, Cena fue despedido de la WWE (kayfabe).
  - Si Barrett ganaba, Cena dejaría de formar parte de The Nexus.
  - The Nexus tenía prohibido entrar al ring.
  - Después de la lucha Cena y Orton atacaron a The Nexus.
  - Después de la lucha Cena y Orton se dieron la mano en señal de respeto y Cena se despidió de los comentaristas y del público.

## Otros roles
- Comentaristas en inglés
  - Michael Cole
  - Jerry Lawler
  - Matt Striker
- Comentaristas en español
  - Carlos Cabrera
  - Hugo Savinovich
- Entrevistador
  - Josh Mathews
- Anunciador
  - Justin Roberts
- Árbitros
  - Mike Chioda
  - Charles Robinson
  - Jack Doan
  - Chad Patton
  - John Cone
  - Justin King
  - John Cena Lucha por el Campeonato de la WWE